# Korintská šíje
Korintská šíje (řecky Ἰσθμός, Isthmos) je pevninská šíje spojující Peloponéský poloostrov s pevninskou částí Řecka. V nejužším místě je šíje asi 6 km široká. Přetíná jí Korintský průplav, který je ovšem překlenut pěti silničními mosty a spojuje Korintský záliv v Jónském moři na západě se Sarónským zálivem Egejského moře na východě.

## Historie
Geografická významnost místa je zřejmá už z prehistorického osídlení a ohlasů v řecké mytologii. Název šíje pochází od starořeckého města Korint, které bylo vybudováno v 9. století př. n. l. po příchodu Dórů na úpatí hory Akrokorint, kde později vznikla citadela chránící oblast Korintské šíje.
Záměr prokopat Isthmos lodním průplavem měl zřejmě už kolem roku 600 př. n. l. korintský tyran Periandros. Pro přílišnou náročnost však od něho ustoupil a místo toho byl vystavěn diolkos – převlaka pro přetahování lodí mezi oběma zálivy. Tvořila ji kameny dlážděná dráha, podle některých předpokladů forma kolejové dráhy. Diolkos sloužil až do 1. století n. l., kdy císař Nero v roce 67 započal stavbu kanálu, která však skončila brzy po té, když Nero zemřel. Zprávy o přetahování lodí přes Korintskou šíji jsou doloženy ještě z 9.–12. století, pravděpodobně již nikoli s využitím dlouhodobě neudržovaného diolku.
Nově se o projekt průplavu začala zajímat řecká vláda po získání nezávislosti na osmanské říši (1829). Záměr však byl uzákoněn až po otevření Suezského průplavu roku 1869. Jeho projekt připravili uherští inženýři István Türr a Béla Gerster a byl vystavěn v letech 1882–1893.